# Миси Хигинс
Мелиса „Миси“ Морисон Хигинс (енгл. Melissa "Missy" Morrison Higgins; Мелбурн, 19. август 1983) је аустралијска поп певачица, текстописац и глумица. Издала је два студијска албума. Њен први албум  објављен је 6. септембра 2004, и продат у више од 630.000 копија, доспевши на прво место аустралијске листе албума. Њен други албум  објављен је 28. априла 2007, и такође је доспео на прво место топ-листе албума у Аустралији, оставши на листи 39 седмица.

## Дискографија
- 2004: The Sound of White
- 2007: On a Clear Night